# Kyatanal, Muddebihal
Kyatanal là một làng thuộc tehsil Muddebihal, huyện Bijapur, bang Karnataka, Ấn Độ.